# Apotolamprus pseudomanomboensis
Apotolamprus pseudomanomboensis är en skalbaggsart som beskrevs av Olivier Montreuil 2008. Apotolamprus pseudomanomboensis ingår i släktet Apotolamprus och familjen bladhorningar. Inga underarter finns listade i Catalogue of Life.